# ロベルト・ステッローネ
ロベルト・ステッローネ（Roberto Stellone, 1977年7月27日 - ）は、イタリア・ローマ出身の元サッカー選手、現サッカー指導者。現役時代のポジションはFW。現在はセリエC・USアレッツォの監督を務めている。

## 経歴
現役時代は、長身を生かしたポストプレーを得意とする選手であった。
2014-15シーズン、フロジノーネ・カルチョをクラブ史上初のセリエA昇格に導きリーグの最優秀監督に選出された。
2018年4月28日、USチッタ・ディ・パレルモの指揮官として招聘された。クラブはリーグ4位となったがセリエA復帰を逃し、7月9日に退任することが発表された。9月26日に再び監督に就任した。2019年4月23日に解任された。
2020年2月3日、アスコリ・カルチョ1898 FCの監督に就任した。4月16日に解任された。

## 監督成績
2021年1月18日現在
| クラブ       | 国           | 就任          | 退任          | 記録 | 記録 | 記録 | 記録 | 記録 | 記録 | 記録 | 記録   |
| クラブ       | 国           | 就任          | 退任          | 試   | 勝   | 分   | 敗   | 得   | 失   | 差   | 勝率   |
| ------------ | ------------ | ------------- | ------------- | ---- | ---- | ---- | ---- | ---- | ---- | ---- | ------ |
| フロジノーネ | イタリアの旗 | 2012年6月14日 | 2016年5月15日 | 160  | 65   | 43   | 52   | 208  | 193  | +15  | 040.63 |
| バーリ       | イタリアの旗 | 2016年7月4日  | 2016年11月7日 | 15   | 5    | 4    | 6    | 14   | 16   | −2   | 033.33 |
| パレルモ     | イタリアの旗 | 2018年4月28日 | 2018年7月9日  | 8    | 4    | 3    | 1    | 10   | 7    | +3   | 050.00 |
| パレルモ     | イタリアの旗 | 2018年9月26日 | 2019年4月23日 | 27   | 13   | 10   | 4    | 40   | 25   | +15  | 048.15 |
| アスコリ     | イタリアの旗 | 2020年2月2日  | 2020年4月16日 | 5    | 0    | 2    | 3    | 5    | 11   | −6   | 000.00 |
| アレッツォ   | イタリアの旗 | 2021年1月18日 |               | 0    | 0    | 0    | 0    | 0    | 0    | +0   | —      |
| 合計         | 合計         | 合計          | 合計          | 215  | 87   | 62   | 66   | 277  | 252  | +25  | 040.47 |

## タイトル
- レガ・プロ年間最優秀監督 : 2013-14
- セリエB年間最優秀監督 : 2014-15